# Bythiospeum nemausense
Bythiospeum nemausense is een slakkensoort uit de familie van de Hydrobiidae. De wetenschappelijke naam van de soort is voor het eerst geldig gepubliceerd in 2012 door Callot-Girardi.